# 赵庄妃
恭靖莊妃，亦稱為趙莊妃（1446年—1514年3月28日），浙江杭州府仁和縣人。趙智之女，明朝明英宗朱祁鎮之妃。

## 生平
目前僅知趙氏生前已被稱為「莊妃」，未知是否獲得正式冊封。根據《明實錄》的記載，趙莊妃是浙江杭州府仁和縣人，父親為趙智，母親為吳氏。正統十一年（1446年）左右出生。天順四年（1460年），趙氏「選侍英宗皇帝」。天順八年正月十六日（1464年2月22日），明英宗病重，召皇太子朱見深及太監牛玉等人到病榻前，囑咐他們說殉葬不是古禮，仁者不忍，所以眾妃不必殉葬，並且吩咐他們要挑選好地方建造陵寢，錢皇后壽終之後與他合葬，貞順懿恭惠妃劉氏的墳墓亦需遷來，以後諸妃依次祔葬。翌日，明英宗駕崩，趙氏等明英宗遺孀開始守寡生活，不需要殉葬。正德九年三月初三日（1514年3月28日），趙莊妃薨逝，終年六十九歲，明英宗的曾孫子明武宗朱厚照輟朝一日，祭葬如例，並且賜二字謚號「恭靖」，稱趙氏為恭靖莊妃。趙莊妃在天順八年（1464年）正月明英宗駕崩時，只有十九歲左右，其後在紫禁城內寡居五十年，成為明英宗後宮內最晚辭世者，並葬於北京金山。